# Phylidorea umbrarum
Phylidorea umbrarum là một loài ruồi trong họ Limoniidae. Chúng phân bố ở miền Cổ bắc.